# Paradise (George Ezra)
Paradise is een nummer van de Britse zanger George Ezra uit 2018. Het is de tweede single van zijn tweede studioalbum Staying at Tamara's.
"Paradise" gaat over verliefd worden. Ezra wijdde het nummer aan zijn vriendin en de begintijd van hun relatie. Het nummer werd een grote hit in het Verenigd Koninkrijk, waar het de 2e positie behaalde. In Nederland wist het geen hitlijsten te behalen, in Vlaanderen haalde het de 7e positie in de Tipparade.